# 龜 (四靈)
龜是古代中國神話中的四大瑞獸（四灵）之一。龜、麟、鳳、龍稱為四靈，而以龜為四靈之首。其中一個原因是它壽命之長。龜能長壽，至少在百齡以上，龜王則可壽在千年。龜壽長，則閱世深，閱世深，則知古今，明禍福传说在东海上，有住着仙人的长寿之岛，岛上有蓬莱山，背着这座山的就是灵龟。在《尔雅》中，有记载活超过5000年的龟是神龟，寿命超过10000年的是灵龟。
中國神話中有背托蓬萊仙島的巨大龜。
日本神話中認為千年以上的龜具有強大的靈力，不僅會變得非常巨大而且會人言，並能預知凶吉。
在续西游记中有灵龟老妖的存在